# نهر بامبولا
نهر بامبولا (بالإنجليزية: Pambula River)‏ يقع بولاية نيوساوث ويلز، أستراليا.، ويُعد من أبرز معالم منطقة الساحل الياقوتي. يتميز النهر بمياهه الفيروزية الصافية ومحيطه الطبيعي الخلاب، مما يجعله وجهة مثالية لعشاق الأنشطة المائية مثل التجديف وصيد الأسماك.

## الموقع والطبيعة المحيطة
يحيط بالنهر منتزه بيوا الوطني، الذي يوفر حماية طبيعية من الرياح والأمواج الجنوبية، مما يخلق بيئة هادئة مناسبة للسباحة والاسترخاء. بالقرب من مصب النهر، يقع شاطئ ليونز بارك، حيث يمكن للزوار الاستمتاع برؤية الدلافين والطيور البحرية، وأحيانًا الحيتان خلال فصل الربيع.

## الأهمية الاقتصادية والبيئية
تُعد بحيرة بامبولا، الواقعة في الجزء العلوي من النهر، من أهم مناطق إنتاج محار سيدني روك الشهير، المعروف بنقاوته ونكهته المميزة.

## الخدمات والمرافق
توفر المنطقة مرافق متعددة، بما في ذلك مواقف سيارات مخصصة لذوي الاحتياجات الخاصة، وممرات مستوية تؤدي إلى مرافق صحية ومناطق استحمام خارجية. بالإضافة إلى ذلك، توجد مساحات خضراء مزودة بملاعب للأطفال، مما يجعلها وجهة مناسبة للعائلات.

## شاهد أيضاً
- الساحل الياقوتي
- منتزه بيوا الوطني